# Zygmunt Andrzej Heinrich

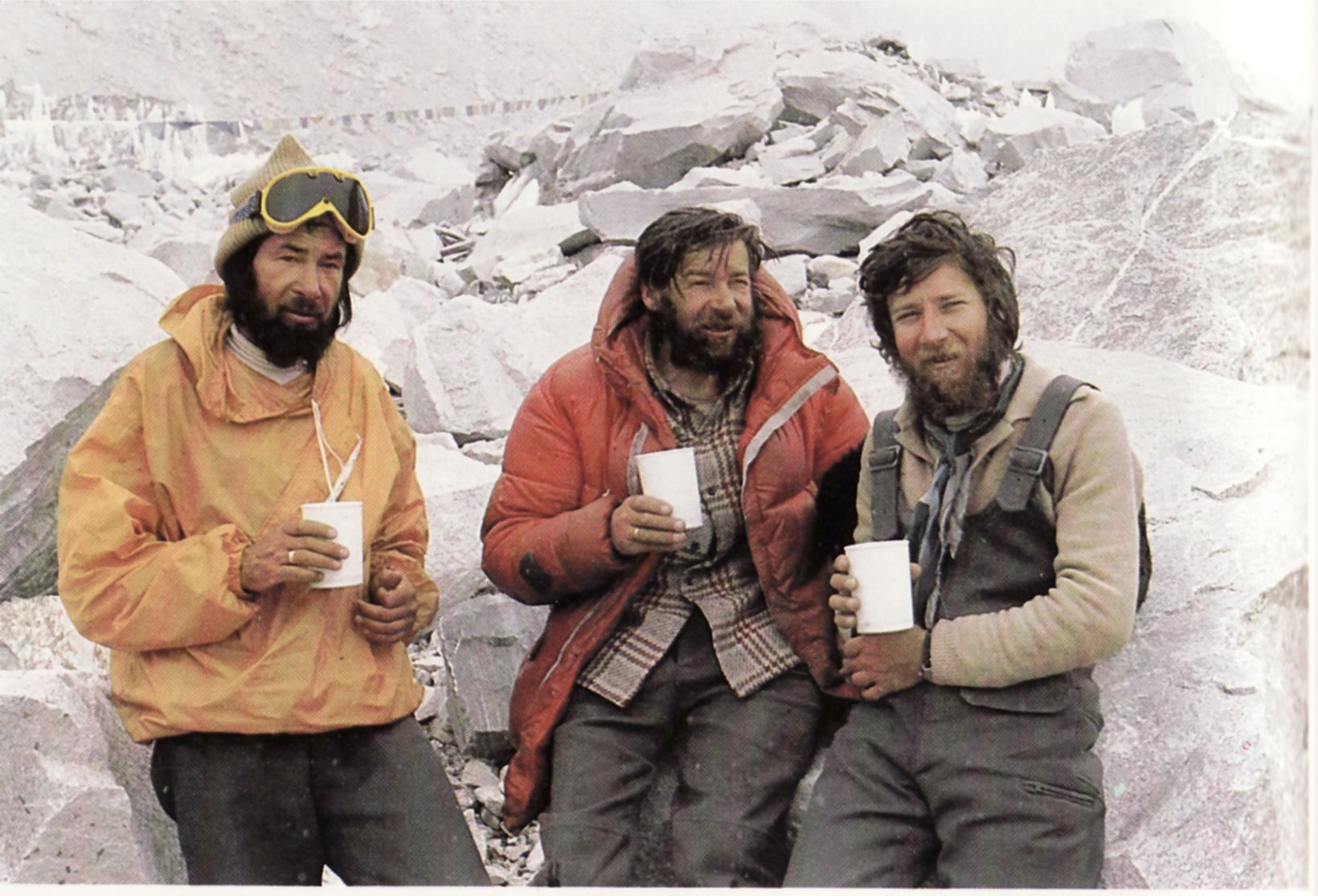
Andrzej Heinrich, Kazimierz Olech i Andrzej Czok odpoczywają w bazie podczas wyprawy na Mount Everest (wiosna 1980)

Zygmunt Andrzej Heinrich, pseud. „Zyga”, „Dziadek” (ur. 21 lipca 1937 we Łbowie, zm. 27 maja 1989 pod Mount Everest) – polski taternik i alpinista, jeden z najbardziej doświadczonych himalaistów, z zawodu inżynier budownictwa. Zginął w lawinie na stoku Mount Everest.

## Życiorys
W latach 1950–1956 mieszkał w Moszczanicy koło Żywca, gdzie jego matka Maria Heinrich pracowała jako nauczycielka w miejscowej szkole rolniczej. Wraz z siostrą Krystyną i bratem Stefanem uczył się w Liceum Ogólnokształcącym im. Mikołaja Kopernika w Żywcu, a następnie studiował na Politechnice Krakowskiej.
Od młodości uprawiał turystykę górską. Jeździł na nartach, przez krótki czas uprawiał skoki narciarskie: trenował na skoczni w Żywcu, ale oddał też kilka skoków na zakopiańskiej Wielkiej Krokwi. Ukończył również kurs szybowcowy w Ligocie Dolnej na Opolszczyźnie, a znacznie później próbował sił w lotach na lotni na górze Żar.
Wspinać zaczął się w  roku 1958. Z partnerem Lucjanem Sadusiem szybko dokonali w Tatrach wielu znaczących wejść. W 1962 wraz z Januszem Kurczabem, Eugeniuszem Chrobakiem i Krzysztofem Zdzitowieckim brał udział w pierwszym przejściu Filara Kazalnicy Mięguszowieckiej. W Tatrach poprowadził m.in. trzy nowe drogi na północno-wschodniej ścianie Kazalnicy, dokonał na niej też pierwszego zimowego przejścia drogi Momatiuka. Na północno-wschodniej ścianie Małego Młynarza dokonał pierwszego przejścia direttissimy, poprowadził też nowe drogi na Mnichu i Wielkiej Teriańskiej Turni.
Od roku 1962 wspinał się też w Alpach, m.in. w Dolomitach. Z Sadusiem przeszedł południowy filar Marmolady i drogę Comiciego na Cima Grande di Lavaredo. Rok później przeszedł m.in. drogi na Civetcie, Cima Grande i Cima Ovest di Lavaredo. W roku 1965 przeszedł zachodnią ścianę Petit Dru, w 1968 nową drogę na Grandes Jorasses.
W góry wysokie Heinrich jeździł od roku 1966. W tym roku zdobył trzy wierzchołki Noszaka (7492 m n.p.m.). W roku 1969 brał udział w wyprawie na Malubiting, od 1971 jeździł na kolejne siedmio- i ośmiotysięczniki.
Zginął w maju 1989 na stokach Mount Everest, po tym, jak z bazy podszedł na przełęcz Lho La, aby pomóc zdobywcom szczytu: Eugeniuszowi Chrobakowi i Andrzejowi Marciniakowi. W drodze powrotnej lawina zaskoczyła wyprawę. Zginęli Zygmunt Andrzej Heinrich, Eugeniusz Chrobak, Mirosław Dąsal, Wacław Otręba i Mirosław Gardzielewski, Marciniak został uratowany po skomplikowanej akcji ratunkowej.
Heinrich angażował się w prace Klubu Wysokogórskiego i Polskiego Klubu Górskiego, był członkiem Towarzystwa Przyjaciół Nauk o Ziemi oraz Himalayan Club. Był współautorem książki Ostatni atak na Kunyang Chhish (Warszawa 1973).

## Osiągnięcia w himalaizmie
- 1971 – Kunyang Chhish (7852 m) – pierwsze wejście na szczyt, przez długi czas jeden z najwyższych niezdobytych wierzchołków na świecie (wraz z Andrzejem Zawadą, Janem Stryczyńskim i Ryszardem Szafirskim),
- 1974 – udział w narodowej, jesienno-zimowej wyprawie na Lhotse pod kierownictwem Andrzeja Zawady,
- 1976 – udział w narodowej wyprawie na K2,
- 1978 – pierwsze wejście na Kanczendzongę Środkową (8482 m) – razem z Wojciechem Brańskim, Kazimierzem Olechem,
- 4 października 1979 – wejście na Lhotse – czwarty co od wysokości szczyt Ziemi – wraz z Andrzejem Czokiem, Jerzym Kukuczką i Januszem Skorkiem,
- 1980 – uczestnictwo w zimowej wyprawie na Mount Everest, poprowadzenie drogi przez Ice Fall, udział w zakładaniu wyższych obozów,
- 1981 – pierwsze wejście na południowo-zachodni wierzchołek Maszerbrumu (7806 m),
- 1983 – pierwsze wejścia na Baturę III (7531 m) i IV (7462 m),
- 1985 – wyprawa zimowa na Czo Oju (8201 m) – drugie wejście zimowe na szczyt (wraz z Jerzym Kukuczką), nową drogą,
- 1985 – nowa drogą na Nanga Parbat, na wierzchołki południowy (8042 m) i główny (8125 m) wraz z Jerzym Kukuczką, Carlosem Carsolio i Sławomirem Łobodzińskim,
- 1988 – trzecie wejście na Baturę I (7795 m).

## Upamiętnienie
30 stycznia 2014 r. Rada Miejska w Żywcu podjęła uchwałę nr LVI/399/2014 o nadaniu nazwy Zygmunta A. Heinricha jednej z ulic w Moszczanicy.
W dniu 24 października 2015 r. na terenie Zespołu Szkół Agrotechnicznych i Ogólnokształcących im. J. Piłsudskiego w Żywcu Moszczanicy odbyła się uroczystość odsłonięcia i poświęcenia głazu pamiątkowego, poświęconego Z. A. Heinrichowi.